# Hans Langsdorff
Pour les articles homonymes, voir Alexander Langsdorff et Georg Heinrich von Langsdorff.
Hans Wilhelm Langsdorff, né le 20 mars 1894 sur l'île de Rügen et mort le 20 décembre 1939 à Buenos Aires, est un Kapitän zur See (capitaine de vaisseau) allemand ayant participé à la Première et à la Seconde Guerre mondiale.

## Biographie

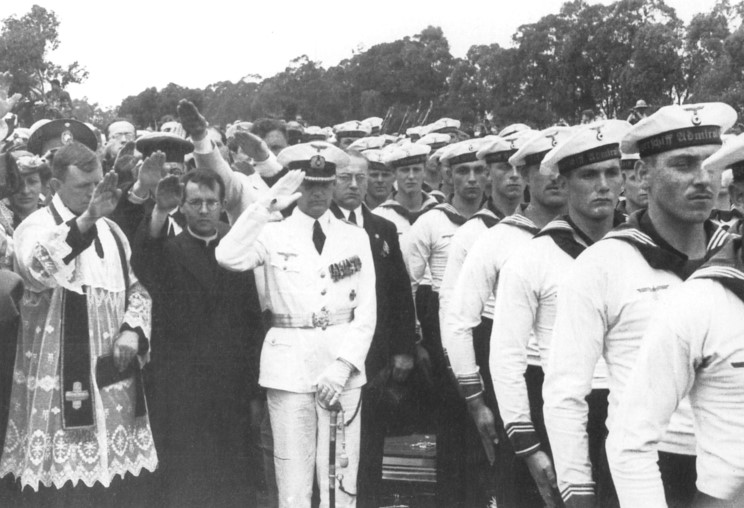
Le capitaine Hans Langsdorff et son équipage.

Promu Kapitän zur See le 1er janvier 1937, il reçoit le commandement du croiseur lourd Admiral Graf Spee. En 1939, son navire est envoyé en Atlantique sud afin de détruire les navires de commerce britanniques. Les Alliés décident en réaction de le traquer. Au cours de la bataille du Rio de la Plata, face au croiseur lourd HMS Exeter et aux croiseurs légers HMS Ajax et HMNZS Achilles, l'Admiral Graf Spee est sérieusement endommagé. Langsdorff décide en conséquence de se replier au Río de la Plata. Les autorités de la ville ne laissant pas assez de temps pour réparer les avaries, il décide de saborder son navire le 17 décembre 1939. Le 19 décembre 1939, pour éviter que son navire ne tombe dans les mains ennemies, il se suicide à Buenos Aires, allongé sur le drapeau de son navire.